# Kościół Świętych Apostołów Piotra i Pawła w Lututowie
Kościół Świętych Apostołów Piotra i Pawła – rzymskokatolicki kościół parafialny należący do dekanatu Lututów diecezji kaliskiej.

## Historia i architektura
Jest to murowana świątynia wybudowana w latach 1910–1917 w stylu neoromańsko-mauretańskim. Zaprojektował ją architekt Jarosław Wojciechowski.
Trójnawowa budowla posiadająca dwie wieże została zbudowana dzięki staraniom proboszcza Kazimierza Ucieklaka, honorowego kanonika kaliskiego. Kościół został konsekrowany w 1927 roku przez biskupa częstochowskiego Teodora Kubinę.

## Wyposażenie
Do wyposażenia świątyni należą: renesansowy obraz Matki Bożej z Dzieciątkiem umieszczony w srebrnej koszulce, namalowany na płótnie pod koniec XVIII wieku, ołtarz boczny z końca XVIII wieku utrzymany w stylu barokowym, wykonany z polichromowanego drewna ozdobionego snycerką, barokowy ołtarz „Ukrzyżowania” z 2. połowy XVIII wieku, neobarokowa kamienna chrzcielnica wykonana z czarnego kamienia, posiadająca misę i pokrywę miedzianą, neogotycka drewniana ambona z około 1920 roku, ozdobiona snycerką oraz dawny krzyż procesyjny (obecnie ołtarzowy), wykonany z metalu w 1877 roku.
W przyziemiu prawej wieży jest umieszczona tablica epitafijna Biernackich, w którą wmurowana jest kula armatnia z 1812 roku. Tablica ta jest poświęcona m.in. generałowi Józefowi Biernackiemu, uczestnikowi wojen napoleońskich.

### Organy
W kościele znajdują się organy 18-głosowe wykonane w 1931 roku przez Wojciecha Gadko z Warszawy. Neogotycki prospekt organowy pochodzi z około 1930 roku, wykonany z drewna polichromowanego. Od 2012 roku instrument był nie używany.
Dyspozycja instrumentu:
| Manuał I            | Manuał II           | Pedał            |
| ------------------- | ------------------- | ---------------- |
| 1. Pryncypał 8''    | 1. Gajgen pryn. 8'' | 1. Wiolonbas 16' |
| 2. Bourdon 16''     | 2. Gedekt 8''       | 2. Subbas 16''   |
| 3. Salicjonał 8''   | 3. Eolina 8'        | 3. Oktawbas 8'   |
| 4. Gamba 8''        | 4. Celestis 8'      | 4. Cello 8'      |
| 5. [brak tabliczki] | 5. Flet 4''         |                  |
| 6. Flet major 8''   |                     |                  |
| 7. Fugara 4''       |                     |                  |
| 8. Octawa 4''       |                     |                  |
| 9. Szarfp 2 2/3'    |                     |                  |